# Jean Milly
 (janvier 2013).
Si vous disposez d'ouvrages ou d'articles de référence ou si vous connaissez des sites web de qualité traitant du thème abordé ici, merci de compléter l'article en donnant les références utiles à sa vérifiabilité et en les liant à la section « Notes et références ».
 (février 2021).
Jean Milly, né le 1er décembre 1929 à Lyon, est professeur émérite de littérature française à l'université Sorbonne-Nouvelle. il a fait ses études secondaires et supérieures à Lyon. Ses recherches et publications ont d'abord porté sur la linguistique française et la stylistique, puis se sont spécialisées en littérature moderne et plus spécialement sur Marcel Proust.

## Formation
- Certifié de lettres classiques en 1952
- Agrégé de grammaire en 1955
- Docteur d'État ès lettres en 1972

## Parcours
- 1951-1963 : professeur de lettres  classiques aux collèges et lycées de Lyon, Saint-Pourçain (Allier), Charlieu (Loire), Mâcon, Saint-Germain en Laye, Suresnes
- 1962-1963 : assistant de linguistique française à l'université de Nancy
- 1963-1967 : assistant puis maître-assistant à la Sorbonne (langue française)
- 1967-1981 : chargé d'enseignement, puis maître de conférences et professeur sans chaire de linguistique française à l'université d'Amiens
- 1981-1996 : professeur de littérature française à l'université Sorbonne-Nouvelle
- 1987-1988 : Visiting professor à l'université de la Ville de New York
- 1997 : Visiting professor à l'université Waseda de Tokyo
- Missions en Italie, Hongrie, Burkina Faso, Togo, Côte d'Ivoire, Cameroun, Égypte, Syrie, Maroc, États-Unis, Canada, Argentine, Indonésie, Japon, Corée, Chine

## Autres fonctions
- Associé à l'Institut des textes et manuscrits modernes (ITEM) du CNRS depuis 1975
- Directeur du Département de l'expression et de la communication de l'université Paris-III de 1976 à 1978
- Directeur du Centre de recherches proustiennes de l'université Paris-III de 1984 à 1996
- Directeur du Bulletin Marcel Proust[2],[3] de 1991 à 2015.

## Principales publications
- Proust et le style, Minard-Lettres modernes, 1970
- Les pastiches de Proust, A. Colin, puis Slatkine, 1970
- La phrase de Proust : des phrases de Bergotte aux phrases de Vinteuil, Larousse, puis Slatkine, 1975
- Édition G-F de À la recherche du temps perdu (direction et particulièrement La Prisonnière et Albertine disparue), Flammarion, 1983-1987
- Proust dans le texte et l'avant-texte, Flammarion, 1985
- La longueur des phrases dans « Combray », Champion, 1985
- Poétique des textes, Nathan, puis A. Colin, 1992
- Marcel Proust : écrire sans fin (coédition), CNRS éditions, 1996

## Décoration
- Commandeur de l'ordre des Palmes académiques